# 橋岡久太郎
橋岡 久太郎（はしおか きゅうたろう、1884年7月12日 - 1963年9月15日）は観世流シテ方の能楽師。日本藝術院会員。

## 来歴
香川県出身。旧姓は乃村。大阪の観世流シテ方橋岡雅雪（本名・橋岡忠三郎）の後継者。もともとは雅雪の甥の橋岡平三郎が継ぐ予定であったが、明治維新以降の能楽界の衰退を鑑み実業家の道に進んだため、1898年（明治31年）に久太郎が継いで橋岡家七世となった。のち上京し23代宗家観世清廉に師事。独立後、2代梅若実、観世華雪とともに観世流の発展に尽くした。能の形式主義、権威主義に対し反骨精神を貫き、脱俗の風で知られた。難声で、舞台の謡が聞こえぬほどであったが、リズム感には独自の主張があった。京劇の梅蘭芳との交流でも知られる。1952年芸術祭賞、1959年度芸術選奨。1961年日本芸術院賞受賞、1963年日本芸術院会員。淡交会主催。
長男は橋岡久馬（久馬の長男が橋岡久太郎を襲名（重要無形文化財保持者（総合認定）））、二男は橋岡久共（のちに橋岡慈観に改名）。